# Griffin Frazen
Griffin James Frazen, né le 8 octobre 1987 à Los Angeles (Californie), est un acteur américain. Son père est éditeur de film et sa mère, actrice et clown de cirque.
À la télévision, il est apparu dans The Drew Carey Show, Son of the Beach et Chicken Soup for the Soul. En France, il est connu pour son rôle de Jimmy Finnerty dans la série Parents à tout prix (Grounded for life, dans la version originale).
Il suit actuellement[Quand ?] des études à la New York University's Gallatin School.